# Earlene Brown
Earlene Brown (Laredo, 11 juli 1935 – 1 mei 1983, Compton) was een atlete uit de Verenigde Staten van Amerika. Ze was gespecialiseerd in kogelstoten en discuswerpen.
Op de Olympische Spelen in 1956 nam Brown voor het eerst deel aan de Olympische Zomerspelen, op de onderdelen kogelstoten en discuswerpen.
Op de Olympische Zomerspelen van 1960 behaalde ze een bronzen medaille bij het onderdeel kogelstoten, op het onderdeel discuswerpen werd ze zesde.
Op de Olympische Zomerspelen 1964 nam ze alleen deel aan het onderdeel kogelstoten, en eindigde ze als twaalfde.